# Anton Born
Anton Born (ur. 1897 r. w Wambierzycach, zm. 1974 r. w Berlinie) – niemiecki malarz, konserwator dzieł sztuki.

## Życiorys
Urodził się w 1897 roku w Wambierzycach, w powiecie noworudzkim. Uprawiał malarstwo sztalugowe i ścienne. W rodzinnej miejscowości prowadził od 1930 roku własną pracownię. Autor obrazów w tamtejszych kaplicach kalwaryjskich: Aniołowie usługujący Jezusowi i Ścięcie świętego Jakuba. Prowadził prace konserwatorskie w wielu świątyniach śląskich, m.in. w Wambierzycach, Opolu, Gliwicach, Gdańsku i we wrocławskiej archikatedrze. 
W 1958 roku przeniósł się do zachodnich Niemiec i osiedlił w Berlinie, gdzie zmarł w 1974 roku.
W Watykanie znajduje się jedno z jego dzieł – obraz bazyliki w Wambierzycach (kościoła Nawiedzenia Najświętszej Maryi Panny). Kilka jego akwarel znajduje się w Glatzer Stube w Telgte.